# Джанкой (аэродром)
Джанкой (Dzhankoy) — действующий государственный аэродром в Крыму, дислоцируется 39-й вертолётный полк 27-й смешанной авиационной дивизии 4-го командования ВВС и ПВО Южного военного округа, три авиационные эскадрильи на Ми-8, Ми-35М, Ми-28, Ка-52. Так же дислоцируются вертолеты пограничной службы ФСБ РФ. Ранее дислоцировался 369-й Ясский Краснознамённый военно-транспортный авиационный полк 7-й военно-транспортной авиационной дивизии на Ил-76МД. Аэродром расположен на окраине г. Джанкой, вплотную с северо-запада примыкает микрорайон «Московский» (Военный Городок).

## Данные аэродрома
- Наименование — Джанкой (Dzhankoy)
- КТА N45.69905° E034.41970°
- Индекс ЬРФЫ / XRFY
- Позывной — Старт 124.0 МГц «Батарея»
- ВПП 04/22 2240х56 метров
- Освещение — по запросу
- Регламент работы — нет данных

## История
После окончания Великой Отечественной Войны на полевом аэродроме Джанкой дислоцировались истребители.
369-й  Ясский Краснознаменный десантно-транспортный авиационный полк, летавший на транспортном варианте Ту-4Д, 08.12.1951 г переформирован в военно-транспортный. Полк был перебазирован на аэродром Джанкой  (ориентировочно в 1961 году), где вошёл в состав переформируемой 7-й военно-транспортной авиационной дивизии. После перебазирования полк начал переучивание на Ан-12, строительство бетонного аэродрома началось в 1952 году.
В 84-м полк начал переучивание на Ил-76, продолжая эксплуатировать Ан-12. После развала СССР полк вошёл в состав ВС Украины.
369-й Ясский Краснознаменный военно-транспортный авиационный полк был расформирован в 1994 году, самолёты Ил-76 были переданы в Запорожье и Мелитополь, интенсивно использовались для перевозки коммерческих грузов. На аэродроме Джанкой для поддержания жизнедеятельности сформирована 21-я авиационная комендатура в/ч А-1387, тем не менее, часть дальних стоянок Ил-76 и некоторое количество покрытия рулежных дорожек были разобраны.
После аннексии Крыма Российской Федерацией на аэродроме Джанкой в январе 2015 года был сформирован 39-й вертолётный полк.
17 апреля 2024 года на фоне вторжения России на Украину по аэродрому был нанесен ракетный удар. Последующие спутниковые снимки, сделанные 19 апреля, показали разрушение компонентов ПВО С-300, С-400, а также другие участки, отмеченные «подпалинами».

## Лётные происшествия
- 5 мая 1966 года, катастрофа Ан-12 369-го ВТАП. Тренировочный полёт на имитацию отказа двигателя. Самолёт перевернулся и упал, экипаж 6 человек погиб.
- 9 октября 1978 года, экипаж самолета Ан-12 369-го ВТАП, командир подполковник Патлань И. И. На снижении для захода на посадку на аэропорт Тессеней (Эритрея) на границе с Суданом после 4-го разворота самолёт сбит огнём с земли, предположительно переносным ЗРК или из ручного гранатомёта. Экипаж 6 человек погиб.
- 25 ноября 1985 г. в Анголе был сбит зенитной ракетой Ан-12БП рег. № СССР-11747, принадлежащий 369-му ВТАП. Выполнялась перевозка группы советских военных советников и ангольских военнослужащих. После взлёта в Квито-Кванавале в 11:20 полёт проходил над контролируемой войсками УНИТА территорией. При подлёте к Менонге самолёт был поражён из трофейного ЗРК Стрела-1 диверсионной группой южноафриканского спецназа, организовавшей засаду с целью уничтожения воздушных судов правительственных сил. Ракета попала в двигатель №2. Через 47 секунд после поражения ракетой произошло разрушение крыла. Самолёт потерял управление и упал в лес. Во время боевой операции при попытке добраться до места падения 5 декабря был сбит вертолёт Ми-17. Три советских члена экипажа и два ангольских военнослужащих погибли. Самолёт Ан-12 входил в авиаотряд военных советников, а в Анголу откомандирован из Джанкоя. Погибший экипаж Ан-12: капитан Лукьянов Сергей Васильевич — командир, старший лейтенант Никитин Алексей Николаевич, капитан Журкин Владимир Борисович — штурман, старший лейтенант Осадчук Виктор Викторович, прапорщик Гришенков Сергей Николаевич, прапорщик Шибанов Владимир Алексеевич. Погибший экипаж Ми-17: Кутонов Дмитрий — командир экипажа, летчик-инструктор, Неверов Юрий — летчик-штурман, Дегтярь Александр — бортовой техник-инструктор.
- 2 апреля 1987 года в небе над Сивашем столкнулись два Ил-76МД 369-го ВТАП, в результате чего погибли 16 человек (см статью: Столкновение двух Ил-76 над заливом Сиваш).